# Russell (Arkansas)
Russell est un village situé dans l’État américain de l'Arkansas, dans le comté de White.